# EWHL Super Cup 2016-2017
La EWHL Super Cup 2016-2017 è la sesta edizione di questo torneo, organizzato dalla Elite Women's Hockey League.

## Partecipanti
Le partecipanti sono salite a nove, nonostante l'assenza di squadre svizzere. Alle tre squadre tedesche (ECDC Memmingen, ESC Planegg/Würmtal e ERC Ingolstadt Damen) si aggiungono quattro squadre provenienti dalla EWHL (Aisulu Almaty, KMH Budapest, EV Bozen Eagles ed SKP Bratislava) e due selezioni di giocatrici austriache (Austrian Sabres Selection ed Austrian Eagles Selection, ovvero le Sabres Vienna e Eagles Salisburgo integrate da giocatrici provenienti da altre squadre austriache).

## Formula
Le squadre si affrontano in un girone di sola andata. Non è previsto il pareggio: in caso di parità al termine dei tempi regolamentari si procede con la disputa di un tempo supplementare con la regola della sudden death.

## Incontri
| Ingolstadt 3 settembre 2016, ore 13:00 | Ingolstadt | 1 – 3 referto | SKP Bratislava | Saturna Arena 2 (50 spett.) |

| Memmingen 4 settembre 2016, ore 14:45 | Memmingen | 3 – 1 referto | SKP Bratislava | Eissporthalle Memmingen (70 spett.) |

| Planegg 10 settembre 2016, ore 17:00 | Planegg/Würmtal | 4 – 6 referto | KMH Budapest | Eissporthalle Grafing (50 spett.) |

| Salisburgo 10 settembre 2016, ore 16:30 | Austrian Eagles Select | 1 – 4 referto | Memmingen | Eisarena Salzburg (100 spett.) |

| Ingolstadt 10 settembre 2016, ore 17:00 | Ingolstadt | 3 – 1 referto | EV Bozen Eagles | Saturn Arena (22 spett.) |

| Bolzano tbd | EV Bozen Eagles | rinv. – | Planegg/Würmtal | Palaonda |

| Salisburgo 11 settembre 2016, ore 13:30 | Austrian Eagles Select | 3 – 1 referto | KMH Budapest | Eisarena Salzburg (100 spett.) |

| Bratislava 25 febbraio 2017, ore 17:30 | SKP Bratislava | 4 – 3 (d.t.s.) referto | Planegg/Würmtal | Ice Rink Vlado Dzurilla (71 spett.) |

| Memmingen 17 settembre 2016, ore 16:45 | Memmingen | 1 – 0 referto | Aisulu Almaty | Eissporthalle Memmingen (104 spett.) |

| Planegg 18 settembre 2016, ore 13:30 | Planegg/Würmtal | 3 – 1 referto | Aisulu Almaty | Eissporthalle Grafing (35 spett.) |

| Memmingen 18 settembre 2016, ore 12:15 | Memmingen | 5 – 4 referto | EV Bozen Eagles | Eissporthalle Memmingen (119 spett.) |

| Ingolstadt 20 settembre 2016, ore 19:15 | Ingolstadt | 6 – 0 referto | Aisulu Almaty | Saturn Arena (53 spett.) |

| Budapest tbd | KMH Budapest | rinv. – | Ingolstadt |  |

| Bolzano 24 settembre 2016, ore 17:00 | EV Bozen Eagles | 2 – 0 referto | Aisulu Almaty | Palaonda (123 spett.) |

| Vienna 24 settembre 2016, ore 16:25    | Austrian Sabres Select | 2 – 1 referto | Memmingen | Albert Schultz Halle (100 spett.) |
| \| \| \| \| \| \| Shootout 1 – 0 \| \| |                        |               |           |                                   |
|                                        |                        |               |           |                                   |
|                                        | Shootout 1 – 0         |               |           |                                   |

| Budapest 25 settembre 2016, ore 13:15 | KMH Budapest | 3 – 0 referto | Memmingen | Tüskesátor (37 spett.) |

| Planegg 25 settembre 2016, ore 11:15 | Planegg/Würmtal | 4 – 0 referto | Austrian Eagles Select | Eissporthalle Grafing (55 spett.) |

| Vienna 25 settembre 2016, ore 14:25 | Austrian Sabres Select | 2 – 1 (d.t.s.) referto | Ingolstadt | Albert Schultz Halle (100 spett.) |

| Planegg 1 ottobre 2016, ore 17:00 | Planegg/Würmtal | 2 – 1 (d.t.s.) referto | Austrian Sabres Select | Eissporthalle Grafing (27 spett.) |

| Memmingen 2 ottobre 2016 | Memmingen | 2 – 4 referto | Planegg/Würmtal | Eissporthalle Memmingen (71 spett.) |

| Salisburgo 2 ottobre 2016, ore 12:30 | Aisulu Almaty | 4 – 1 referto | Austrian Eagles Select | Eisarena Salzburg (100 spett.) |

| Bratislava 16 ottobre 2016 | SKP Bratislava | 3 – 2 referto | KMH Budapest | (39 spett.) |

| Budapest 29 ottobre 2016, ore 18:15 | KMH Budapest | 2 – 6 referto | EV Bozen Eagles | Tüskesátor (36 spett.) |

| Ingolstadt 29 ottobre 2016, ore 17:00 | Planegg/Würmtal | 1 – 2 referto | Ingolstadt | Eissporthalle Grafing (35 spett.) |

| Bolzano 12 novembre 2016, ore 17:00 | EV Bozen Eagles | 6 – 5 (d.t.s.) referto | SKP Bratislava | Palaonda (100 spett.) |

| Salisburgo 12 novembre 2016, ore 16:30 | Austrian Eagles Select | 0 – 4 referto | Ingolstadt | Eisarena Salzburg (100 spett.) |

| Vienna 20 novembre 2016, ore 14:05 | Aisulu Almaty | 3 – 4 (d.t.s.) referto | Austrian Sabres Select | Albert Schultz Halle (100 spett.) |

| Bratislava 22 novembre 2016, ore 15:00 | SKP Bratislava | 0 – 2 referto | Aisulu Almaty | (57 spett.) |

| Budapest 26 novembre 2016, ore 12:35 | Aisulu Almaty | 2 – 0 referto | KMH Budapest | Tüskesátor (26 spett.) |

| Bolzano 26 novembre 2016, ore 17:00 | EV Bozen Eagles | 4 – 3 (d.t.s.) referto | Austrian Eagles Select | Palaonda (118 spett.) |

| Vienna 27 novembre 2016, ore 16:25 | Austrian Sabres Select | 3 – 4 referto | SKP Bratislava | Albert Schultz Halle (100 spett.) |

| Bratislava 22 gennaio 2017, ore 12:30 | SKP Bratislava | 2 – 3 (d.t.s.) referto | Austrian Eagles Select | (21 spett.) |

| Vienna 22 gennaio 2017, ore 12:05 | Austrian Sabres Select | 2 – 1 (d.t.s.) referto | EV Bozen Eagles | Albert Schultz Halle (100 spett.) |

| Budapest 18 febbraio 2017, ore 11:45 | KMH Budapest | 5 – 1 referto | Austrian Sabres Select | Tüskecsarnok (37 spett.) |

| Ingolstadt 4 marzo 2017, ore 17:00 | Ingolstadt | 2 – 3 referto | Memmingen | (147 spett.) |

| Salisburgo 2 aprile 2017 | Austrian Eagles Select | – | Austrian Sabres Select |  |

## Classifica
| Pos. | Società                | Stato                 | G | V | VOT | POT | P | Reti  | Diff. Reti | Punti |
| ---- | ---------------------- | --------------------- | - | - | --- | --- | - | ----- | ---------- | ----- |
| 1.   | ECDC Memmingen         | Germania (bandiera)   | 8 | 5 | 0   | 1   | 2 | 19:17 | +2         | 16    |
| 2.   | Ingolstadt             | Germania (bandiera)   | 7 | 4 | 0   | 1   | 5 | 19:10 | +9         | 13    |
| 3.   | SKP Bratislava         | Slovacchia (bandiera) | 8 | 3 | 1   | 2   | 2 | 22:23 | -1         | 13    |
| 4.   | Planegg/Würmtal        | Germania (bandiera)   | 7 | 3 | 1   | 1   | 2 | 21:16 | +5         | 12    |
| 5.   | EV Bozen Eagles        | Italia (bandiera)     | 7 | 2 | 2   | 1   | 2 | 24:20 | +4         | 11    |
| 6.   | Aisulu Almaty          | Kazakistan (bandiera) | 8 | 3 | 0   | 1   | 4 | 12:17 | -5         | 10    |
| 7.   | Austrian Sabres Select | Austria (bandiera)    | 7 | 0 | 4   | 1   | 2 | 15:17 | -2         | 9     |
| 8.   | KMH Budapest           | Ungheria (bandiera)   | 7 | 3 | 0   | 0   | 4 | 19:19 | 0          | 9     |
| 9.   | Austrian Eagles Select | Austria (bandiera)    | 7 | 1 | 1   | 1   | 4 | 11:23 | -12        | 6     |